# Pustowity (obwód kijowski)
Pustowity (ukr. Пустовіти) – wieś na Ukrainie, w obwodzie kijowskim, w rejonie obuchowskim, nad Rosawą. 
W 2001 roku liczyła 1177 mieszkańców, w 2021 920 (szacunek).
Miejscowość była wzmiankowana pod koniec XVI wieku. Dawniej nosiła nazwę Pustowijty. W czasach radzieckich we wsi znajdował się kołchoz im. Franka.